# Lejla Agolli
Lejla Agolli, född den 4 oktober 1950 i Korça i Albanien, är en albansk kompositör.
Hon studerade komposition och orkestrering. Hon vann vid en musikfestival för sin låt Ah ky mall som skrevs av Frederik Ndoci.[källa behövs] Hon var för många år artistisk direktör för en albansk ensemble. Hennes verk inkluderar kantater, symfonier, konserter och kammarmusik.[källa behövs]